# X My Heart (chanson)
Chansons représentant l'Azerbaïdjan au Concours Eurovision de la chanson
Skeletons
(2017) Truth
(2019)
X My Heart (prononcé « Cross My Heart », expression équivalente à « Croix de bois, crois de fer ») est une chanson interprétée par la chanteuse azérie Aisel. Elle est sortie le 4 mars 2018 en téléchargement numérique. C'est la chanson qui représente l'Azerbaïdjan au Concours Eurovision de la chanson 2018 à Lisbonne au Portugal. Elle est intégralement interprétée en anglais.

## Concours Eurovision de la chanson

### Sélection
La chanson est sélectionnée en interne par le diffuseur İTV et est sortie le 4 mars 2018.

### À Lisbonne
Lors de la première demi-finale, Aisel est la première à interpréter sa chanson, précédant Our Choice de l'Islande. Elle terminera à la 11e place avec 94 points, un total insuffisant pour se qualifier en finale.

## Liste des pistes
| 1. | X My Heart | 3:01 |